# Giaura rebeli
Giaura rebeli är en fjärilsart som beskrevs av Willie Horace Thomas Tams 1935. Giaura rebeli ingår i släktet Giaura och familjen trågspinnare. Inga underarter finns listade i Catalogue of Life.